# Полски легион (Османска империя)
Полският легион в Османската империя (на полски: Legion Polski w Turcji) е османско военно формирование от поляци. Участва в Руско-турската война (1877 – 1878).
Съставен е в османската столица Истанбул от поляци, които емигрират в Османската империя. Състои се от 2 отряда – европейски и азиатски, които се използват на Европейския и Азиатски театри на бойните действия.
Европейският отряд, с численост 70 души, е под командването на полковник Юзеф Ягмин (Józef Jagmin 1810 – 1877), участник в Полското въстание (1830 – 1831 и Полското въстание (1863 – 1864). Отрядът влиза в състава на дивизията на Салих паша. Взема участие в битката при Стара Загора и августовските боеве на Шипка. Понася големи загуби от руските части и българските опълченци. Командирът Юзеф Ягмин е тежко ранен и почива от раните си в Шумен на 31 август 1877 г.
Азиатският отряд действа на Кавказкия фронт.